# Den Frie Udstilling

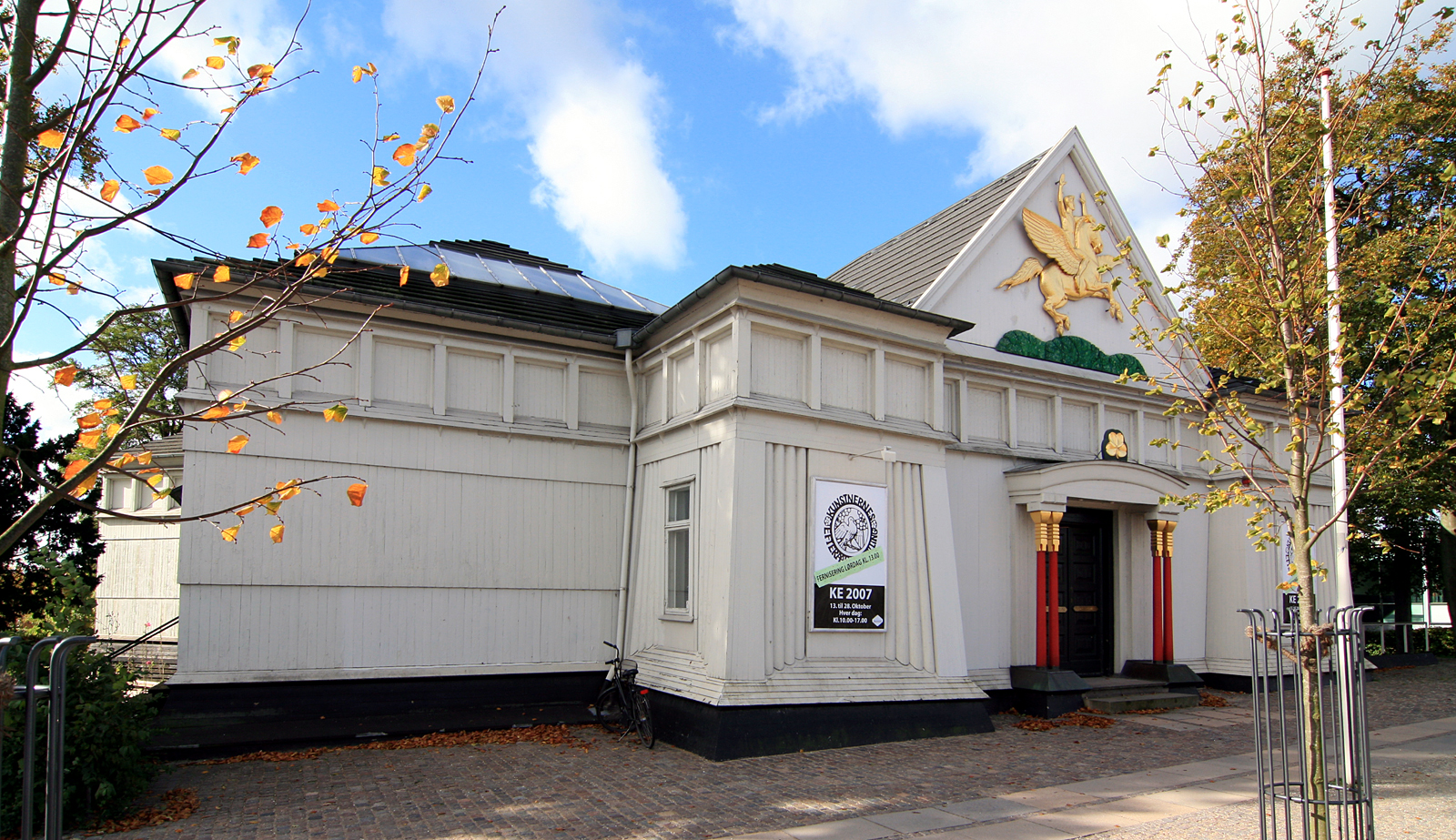
El edificio de Den Frie.

Den Frie Udstilling (es decir La exposición libre) fue una asociación de artistas daneses fundada en 1891 para protestar contra las condiciones de participación en las exposiciones de Charlottenborg bajo el modelo del Salon des Refusés francés. 

## Miembros
El pintor danés Johan Rohde fue el responsable principal de la iniciativa que agrupó a J.F Willumsen, Vilhelm Hammershøi, la pareja Harald Slott-Møller y Agnes Slott-Møller, Christian Mourier-Petersen y Malte Engelsted. 
La primera exposición reunió a P.S. Krøyer, Julius Paulsen y Kristian Zahrtmann.